# Scherma ai Giochi della XVII Olimpiade - Fioretto individuale maschile
La competizione del fioretto individuale maschile  di scherma ai Giochi della XVII Olimpiade si tenne nei giorni 29 e 30 agosto 1960 al Palazzo dei Congressi di Roma.

## Programma
| Data           | Round            | Note                                       |
| -------------- | ---------------- | ------------------------------------------ |
| 29 agosto 1960 | 1º turno         | 12 gruppi i primi tre passano il turno.    |
| 29 agosto 1960 | 2º turno         | 6 gruppi i primi quattro passano il turno. |
| 30 agosto 1960 | Quarti di finale | 4 gruppi i primi tre passano il turno.     |
| 30 agosto 1960 | Semifinali       | 2 gruppi i primi quattro passano il turno. |
| 30 agosto 1960 | Girone finale    |                                            |

## Risultati

### Primo Turno
| Pos. | Atleta                    | Nazione          | V | S | SF | SC |
| ---- | ------------------------- | ---------------- | - | - | -- | -- |
| 1    | Mitsuyuki Funamizu        | Giappone         | 4 | 1 | 21 | 11 |
| 2    | Mark Midler               | Unione Sovietica | 3 | 2 | 23 | 15 |
| 3    | Joseph Paletta            | Stati Uniti      | 3 | 2 | 19 | 20 |
| 4    | Michel Steininger         | Svizzera         | 2 | 3 | 19 | 19 |
| 5    | Ahmed El-Hamy El-Husseini | Rep. Araba Unita | 2 | 3 | 18 | 18 |
| 6    | Orlando Azinhais          | Portogallo       | 1 | 4 | 7  | 24 |

| Pos. | Atleta               | Nazione          | V | S | SF | SC |
| ---- | -------------------- | ---------------- | - | - | -- | -- |
| 1    | Christian d'Oriola   | Francia          | 5 | 1 | 29 | 13 |
| 2    | Timothäus Gerresheim | Germania         | 4 | 2 | 22 | 8  |
| 3    | Ralph Cooperman      | Gran Bretagna    | 4 | 2 | 22 | 17 |
| 4    | Freddy Quintero      | Venezuela        | 3 | 3 | 25 | 19 |
| 5    | Moustafa Soheim      | Rep. Araba Unita | 2 | 4 | 22 | 26 |
| 6    | Michael Sichel       | Australia        | 2 | 4 | 18 | 24 |
| 7    | Pedro Marçal         | Portogallo       | 1 | 5 | 8  | 29 |

| Pos. | Atleta          | Nazione       | V | S | SF | SC |
| ---- | --------------- | ------------- | - | - | -- | -- |
| 1    | Allan Jay       | Gran Bretagna | 5 | 0 | 25 | 13 |
| 2    | Jean Cerrottini | Svizzera      | 3 | 2 | 19 | 22 |
| 3    | Tănase Mureșanu | Romania       | 2 | 3 | 16 | 17 |
| 4    | Franck Delhem   | Belgio        | 2 | 3 | 20 | 16 |
| 5    | Boris Stavrev   | Bulgaria      | 2 | 3 | 19 | 21 |
| 6    | Leif Klette     | Norvegia      | 1 | 4 | 14 | 24 |

| Pos. | Atleta            | Nazione     | V | S | SF | SC |
| ---- | ----------------- | ----------- | - | - | -- | -- |
| 1    | Janusz Różycki    | Polonia     | 4 | 1 | 23 | 15 |
| 2    | Jenő Kamuti       | Ungheria    | 4 | 1 | 24 | 14 |
| 3    | Gene Glazer       | Stati Uniti | 4 | 2 | 25 | 19 |
| 4    | Luis García       | Venezuela   | 3 | 3 | 22 | 26 |
| 5    | Gilbert Orengo    | Monaco      | 2 | 3 | 15 | 23 |
| 6    | Jesús Díez        | Spagna      | 1 | 4 | 20 | 23 |
| 7    | Göran Abrahamsson | Svezia      | 1 | 5 | 18 | 27 |

| Pos. | Atleta          | Nazione     | V | S | SF | SC |
| ---- | --------------- | ----------- | - | - | -- | -- |
| 1    | Jesús Gruber    | Venezuela   | 5 | 1 | 25 | 16 |
| 2    | Jürgen Brecht   | Germania    | 4 | 2 | 26 | 18 |
| 3    | Mario Curletto  | Italia      | 4 | 2 | 26 | 19 |
| 4    | Édouard Didier  | Lussemburgo | 3 | 3 | 19 | 18 |
| 5    | Asen Dyakovski  | Bulgaria    | 3 | 3 | 22 | 18 |
| 6    | Harry Thuillier | Irlanda     | 1 | 5 | 13 | 26 |
| 7    | Jean Khayat     | Tunisia     | 1 | 5 | 12 | 28 |

| Pos. | Atleta          | Nazione       | V | S | SF | SC |
| ---- | --------------- | ------------- | - | - | -- | -- |
| 1    | Bill Hoskyns    | Gran Bretagna | 6 | 0 | 30 | 5  |
| 2    | Mihály Fülöp    | Ungheria      | 5 | 1 | 26 | 13 |
| 3    | Joaquín Moya    | Spagna        | 3 | 3 | 20 | 24 |
| 4    | Hans Lagerwall  | Svezia        | 3 | 2 | 17 | 15 |
| 5    | William Fajardo | Messico       | 1 | 5 | 16 | 28 |
| 6    | Henri Bini      | Monaco        | 1 | 4 | 12 | 21 |
| 7    | Raoul Barouch   | Tunisia       | 1 | 5 | 13 | 28 |

| Pos. | Atleta           | Nazione          | V | S | SF | SC |
| ---- | ---------------- | ---------------- | - | - | -- | -- |
| 1    | Viktor Ždanovič  | Unione Sovietica | 4 | 1 | 24 | 11 |
| 2    | Atilla Csipler   | Romania          | 4 | 1 | 24 | 16 |
| 3    | Enrique González | Spagna           | 2 | 3 | 16 | 19 |
| 4    | Jacques Debeur   | Belgio           | 2 | 3 | 18 | 20 |
| 5    | Juan Paladino    | Uruguay          | 2 | 3 | 17 | 22 |
| 6    | Brian Pickworth  | Nuova Zelanda    | 1 | 4 | 13 | 24 |

| Pos. | Atleta            | Nazione     | V | S | SF | SC |
| ---- | ----------------- | ----------- | - | - | -- | -- |
| 1    | Jean Link         | Lussemburgo | 5 | 0 | 25 | 8  |
| 2    | László Kamuti     | Ungheria    | 5 | 1 | 27 | 17 |
| 3    | Brian McCowage    | Australia   | 4 | 2 | 23 | 21 |
| 4    | Heizaburo Okawa   | Giappone    | 3 | 3 | 23 | 19 |
| 5    | Orvar Lindwall    | Svezia      | 2 | 3 | 15 | 21 |
| 6    | Charles El-Gressy | Marocco     | 0 | 5 | 8  | 25 |
| 7    | Trần Văn Xuan     | Vietnam     | 0 | 5 | 12 | 25 |

| Pos. | Atleta          | Nazione     | V | S | SF | SC |
| ---- | --------------- | ----------- | - | - | -- | -- |
| 1    | Witold Woyda    | Polonia     | 4 | 0 | 20 | 8  |
| 2    | Luigi Carpaneda | Italia      | 3 | 1 | 17 | 15 |
| 3    | Roger Closset   | Francia     | 2 | 2 | 15 | 11 |
| 4    | Robert Schiel   | Lussemburgo | 1 | 3 | 10 | 18 |
| 5    | Norbert Brami   | Tunisia     | 0 | 4 | 10 | 20 |

| Pos. | Atleta              | Nazione     | V | S | SF | SC |
| ---- | ------------------- | ----------- | - | - | -- | -- |
| 1    | Eberhard Mehl       | Germania    | 5 | 0 | 25 | 5  |
| 2    | Ryszard Parulski    | Polonia     | 4 | 1 | 24 | 14 |
| 3    | Albert Axelrod      | Stati Uniti | 3 | 2 | 17 | 16 |
| 4    | Jaime Duque         | Colombia    | 1 | 3 | 12 | 17 |
| 5    | Claudio Polledri    | Svizzera    | 1 | 3 | 13 | 17 |
| 6    | Abderraouf El-Fassy | Marocco     | 0 | 5 | 7  | 25 |

| Pos. | Atleta                    | Nazione          | V | S | SF | SC |
| ---- | ------------------------- | ---------------- | - | - | -- | -- |
| 1    | Jean-Claude Magnan        | Francia          | 4 | 0 | 20 | 12 |
| 2    | Jurij Sisikin             | Unione Sovietica | 4 | 1 | 24 | 13 |
| 3    | Raúl Cicero               | Messico          | 3 | 1 | 17 | 14 |
| 4    | Manuel Borrego            | Portogallo       | 1 | 2 | 10 | 13 |
| 5    | Ivan Lund                 | Australia        | 1 | 3 | 11 | 17 |
| 6    | Mohamed Gamil El-Kalyoubi | Rep. Araba Unita | 1 | 3 | 14 | 19 |
| 7    | Kazuhiko Tabuchi          | Giappone         | 0 | 4 | 12 | 20 |

| Pos. | Atleta              | Nazione  | V | S | SF | SC |
| ---- | ------------------- | -------- | - | - | -- | -- |
| 1    | Alberto Pellegrino  | Italia   | 4 | 0 | 20 | 7  |
| 2    | Ion Drîmbă          | Romania  | 4 | 1 | 24 | 12 |
| 3    | André Verhalle      | Belgio   | 4 | 1 | 23 | 12 |
| 4    | Carl Schwende       | Canada   | 2 | 3 | 18 | 16 |
| 5    | Brian Hamilton      | Irlanda  | 1 | 3 | 9  | 19 |
| 6    | Emilio Echeverry    | Colombia | 1 | 3 | 8  | 18 |
| 7    | Mohamed Ben Joullon | Marocco  | 0 | 5 | 7  | 25 |

### Secondo Turno
| Pos. | Atleta             | Nazione       | V | S | SF | SC |
| ---- | ------------------ | ------------- | - | - | -- | -- |
| 1    | Jean-Claude Magnan | Francia       | 4 | 0 | 20 | 7  |
| 2    | Bill Hoskyns       | Gran Bretagna | 3 | 1 | 16 | 8  |
| 3    | Albert Axelrod     | Stati Uniti   | 3 | 1 | 18 | 12 |
| 4    | Jesús Gruber       | Venezuela     | 2 | 2 | 13 | 17 |
| 5    | Joaquín Moya       | Spagna        | 0 | 4 | 8  | 20 |
| 6    | László Kamuti      | Ungheria      | 0 | 4 | 9  | 20 |

| Pos. | Atleta          | Nazione          | V | S | SF | SC |
| ---- | --------------- | ---------------- | - | - | -- | -- |
| 1    | Witold Woyda    | Polonia          | 4 | 0 | 20 | 9  |
| 2    | Jürgen Brecht   | Germania         | 3 | 1 | 18 | 10 |
| 3    | Jurij Sisikin   | Unione Sovietica | 3 | 2 | 18 | 16 |
| 4    | Mario Curletto  | Italia           | 2 | 2 | 15 | 14 |
| 5    | Ralph Cooperman | Gran Bretagna    | 1 | 4 | 12 | 23 |
| 6    | Ion Drîmbă      | Romania          | 0 | 4 | 9  | 20 |

| Pos. | Atleta          | Nazione          | V | S | SF | SC |
| ---- | --------------- | ---------------- | - | - | -- | -- |
| 1    | Eberhard Mehl   | Germania         | 4 | 1 | 23 | 15 |
| 2    | Viktor Ždanovič | Unione Sovietica | 3 | 1 | 18 | 9  |
| 3    | Mihály Fülöp    | Ungheria         | 3 | 2 | 22 | 19 |
| 4    | André Verhalle  | Belgio           | 2 | 2 | 16 | 12 |
| 5    | Joseph Paletta  | Stati Uniti      | 1 | 3 | 9  | 19 |
| 6    | Raúl Cicero     | Messico          | 0 | 4 | 6  | 20 |

| Pos. | Atleta               | Nazione          | V | S | SF | SC |
| ---- | -------------------- | ---------------- | - | - | -- | -- |
| 1    | Timothäus Gerresheim | Germania         | 5 | 0 | 25 | 15 |
| 2    | Luigi Carpaneda      | Italia           | 3 | 1 | 19 | 12 |
| 3    | Mark Midler          | Unione Sovietica | 2 | 2 | 15 | 13 |
| 4    | Janusz Różycki       | Polonia          | 2 | 2 | 15 | 15 |
| 5    | Jean Link            | Lussemburgo      | 1 | 4 | 15 | 22 |
| 6    | Brian McCowage       | Australia        | 0 | 4 | 8  | 20 |

| Pos. | Atleta             | Nazione  | V | S | SF | SC |
| ---- | ------------------ | -------- | - | - | -- | -- |
| 1    | Christian d'Oriola | Francia  | 3 | 1 | 17 | 12 |
| 2    | Alberto Pellegrino | Italia   | 3 | 2 | 18 | 15 |
| 3    | Ryszard Parulski   | Polonia  | 3 | 2 | 20 | 16 |
| 4    | Tănase Mureșanu    | Romania  | 3 | 2 | 19 | 18 |
| 5    | Jean Cerrottini    | Svizzera | 2 | 3 | 16 | 20 |
| 6    | Enrique González   | Spagna   | 0 | 4 | 11 | 20 |

| Pos. | Atleta             | Nazione       | V | S | SF | SC | Barrage | Barrage | Barrage | Barrage |
| ---- | ------------------ | ------------- | - | - | -- | -- | ------- | ------- | ------- | ------- |
| 1    | Jenő Kamuti        | Ungheria      | 4 | 1 | 24 | 14 | -       | -       | -       | -       |
| 2    | Roger Closset      | Francia       | 3 | 2 | 16 | 16 | -       | -       | -       | -       |
| 3    | Allan Jay          | Gran Bretagna | 2 | 3 | 19 | 19 | 2       | 1       | 12      | 9       |
| 4    | Gene Glazer        | Stati Uniti   | 2 | 3 | 18 | 20 | 2       | 1       | 10      | 11      |
| 5    | Atilla Csipler     | Romania       | 2 | 3 | 17 | 21 | 1       | 2       | 10      | 10      |
| 6    | Mitsuyuki Funamizu | Giappone      | 2 | 3 | 16 | 20 | 1       | 2       | 12      | 14      |

### Quarti di finale
| Pos. | Atleta         | Nazione          | Vittorie | SF   | SC   | Incontri | Incontri | Incontri | Incontri | Incontri | Incontri | Barrage | Barrage | Barrage | Barrage |
| Pos. | Atleta         | Nazione          | Vittorie | SF   | SC   | HOS      | SIS      | WOY      | KAM      | CUR      | VER      | WOY     | KAM     | CUR     |         |
| ---- | -------------- | ---------------- | -------- | ---- | ---- | -------- | -------- | -------- | -------- | -------- | -------- | ------- | ------- | ------- | ------- |
| 1    | Bill Hoskyns   | Gran Bretagna    | 4        | 23   | 19   | X        | 5-4      | 3-5      | 5-4      | 5-3      | 5-3      |         |         |         |         |
| 2    | Jurij Sisikin  | Unione Sovietica | 3        | 22   | 18   | 4-5      | X        | 5-3      | 5-4      | 3-5      | 5-1      |         |         |         |         |
| 3    | Witold Woyda   | Polonia          | 2+1      | 19+9 | 21+6 | 5-3      | 3-5      | X        | 3-5      | 5-3      | 3-5      | X       | 5-1     | 4-5     |         |
| 4    | Jenő Kamuti    | Ungheria         | 2+1      | 20+6 | 20+7 | 4-5      | 4-5      | 5-3      | X        | 5-2      | 2-5      | 1-5     | X       | 5-2     |         |
| 5    | Mario Curletto | Italia           | 2+1      | 18+7 | 19+9 | 3-5      | 5-3      | 3-5      | 2-5      | X        | 5-1      | 5-4     | 2-5     | X       |         |
| 6    | André Verhalle | Belgio           | 2        | 15   | 20   | 3-5      | 1-5      | 5-3      | 5-2      | 1-5      | X        |         |         |         |         |

| Pos. | Atleta             | Nazione          | Vittorie | SF   | SC   | Incontri | Incontri | Incontri | Incontri | Incontri | Incontri | Barrage |
| Pos. | Atleta             | Nazione          | Vittorie | SF   | SC   | PAR      | MID      | D'O      | CAR      | GLA      | BRE      |         |
| ---- | ------------------ | ---------------- | -------- | ---- | ---- | -------- | -------- | -------- | -------- | -------- | -------- | ------- |
| 1    | Ryszard Parulski   | Polonia          | 4        | 23   | 12   | X        | 5-2      | 3-5      | 5-1      | 5-2      | 5-2      |         |
| 2    | Mark Midler        | Unione Sovietica | 4        | 22   | 12   | 2-5      | X        | 5-1      | 5-4      | 5-1      | 5-1      |         |
| 3    | Christian d'Oriola | Francia          | 3+1      | 19+5 | 20+1 | 5-3      | 1-5      | X        | 3-5      | 5-4      | 5-3      | 5-1     |
| 4    | Luigi Carpaneda    | Italia           | 3+0      | 20+1 | 16+5 | 1-5      | 4-5      | 5-3      | X        | 5-1      | 5-2      | 1-5     |
| 5    | Gene Glazer        | Stati Uniti      | 1        | 13   | 23   | 2-5      | 1-5      | 4-5      | 1-5      | X        | 5-3      |         |
| 6    | Jürgen Brecht      | Germania         | 0        | 11   | 25   | 2-5      | 1-5      | 3-5      | 2-5      | 3-5      | X        |         |

| Pos. | Atleta               | Nazione          | Vittorie | SF | SC | Incontri | Incontri | Incontri | Incontri | Incontri | Incontri |
| Pos. | Atleta               | Nazione          | Vittorie | SF | SC | ZHD      | RÓŻ      | CLO      | PEL      | GER      | GRU      |
| ---- | -------------------- | ---------------- | -------- | -- | -- | -------- | -------- | -------- | -------- | -------- | -------- |
| 1    | Viktor Ždanovič      | Unione Sovietica | 4        | 20 | 4  | X        | ND       | 5-1      | 5-0      | 5-2      | 5-1      |
| 2    | Janusz Różycki       | Polonia          | 3        | 16 | 14 | ND       | X        | 5-3      | 1-5      | 5-3      | 5-3      |
| 3    | Roger Closset        | Francia          | 3        | 19 | 17 | 1-5      | 3-5      | X        | 5-2      | 5-3      | 5-2      |
| 4    | Alberto Pellegrino   | Italia           | 2        | 15 | 19 | 0-5      | 5-1      | 2-5      | X        | 3-5      | 5-3      |
| 5    | Timothäus Gerresheim | Germania         | 1        | 13 | 18 | 2-5      | 3-5      | 3-5      | 5-3      | X        | ND       |
| 6    | Jesús Gruber         | Venezuela        | 0        | 9  | 20 | 1-5      | 3-5      | 2-5      | 3-5      | ND       | X        |

| Pos. | Atleta             | Nazione       | Vittorie | SF   | SC    | Incontri | Incontri | Incontri | Incontri | Incontri | Incontri | Barrage | Barrage | Barrage |
| Pos. | Atleta             | Nazione       | Vittorie | SF   | SC    | AXE      | MEH      | FÜL      | MUR      | MAG      | JAY      | MEH     | FÜL     | MUR     |
| ---- | ------------------ | ------------- | -------- | ---- | ----- | -------- | -------- | -------- | -------- | -------- | -------- | ------- | ------- | ------- |
| 1    | Albert Axelrod     | Stati Uniti   | 4        | 24   | 16    | X        | 4-5      | 5-3      | 5-4      | 5-1      | 5-3      |         |         |         |
| 2    | Eberhard Mehl      | Germania      | 3+1      | 22+5 | 17+3  | 5-4      | X        | 4-5      | 3-5      | 5-3      | 5-0      | X       | ND      | 5-3     |
| 3    | Mihály Fülöp       | Ungheria      | 3+1      | 19+5 | 20+3  | 3-5      | 5-4      | X        | 5-3      | 1-5      | 5-3      | ND      | X       | 5-3     |
| 4    | Tănase Mureșanu    | Romania       | 3+0      | 22+6 | 18+10 | 4-5      | 5-3      | 3-5      | X        | 5-2      | 5-3      | 3-5     | 3-5     | X       |
| 5    | Jean-Claude Magnan | Francia       | 1        | 14   | 21    | 1-5      | 3-5      | 5-1      | 2-5      | X        | 3-5      |         |         |         |
| 6    | Allan Jay          | Gran Bretagna | 1        | 14   | 23    | 3-5      | 0-5      | 3-5      | 3-5      | 5-3      | X        |         |         |         |

### Semifinali
| Pos. | Atleta             | Nazione          | Vittorie | SF    | SC   | Incontri | Incontri | Incontri | Incontri | Incontri | Incontri | Barrage | Barrage | Barrage |
| Pos. | Atleta             | Nazione          | Vittorie | SF    | SC   | AXE      | WOY      | ZHD      | dOR      | FÜL      | PAR      | D'O     | FÜL     | dOR     |
| ---- | ------------------ | ---------------- | -------- | ----- | ---- | -------- | -------- | -------- | -------- | -------- | -------- | ------- | ------- | ------- |
| 1    | Albert Axelrod     | Stati Uniti      | 3        | 19    | 16   | X        | 1-5      | 3-5      | 5-2      | 5-1      | 5-3      |         |         |         |
| 2    | Witold Woyda       | Polonia          | 3        | 23    | 17   | 5-1      | X        | 4-5      | 5-3      | 5-3      | 4-5      |         |         |         |
| 3    | Viktor Ždanovič    | Unione Sovietica | 3        | 22    | 18   | 5-3      | 5-4      | X        | 4-5      | 5-1      | 3-5      |         |         |         |
| 4    | Christian d'Oriola | Francia          | 2+2      | 19+10 | 21+2 | 2-5      | 3-5      | 5-4      | X        | 4-5      | 5-2      | X       | 5-2     | 5-0     |
| 5    | Mihály Fülöp       | Ungheria         | 2+0      | 15+2  | 20+5 | 1-5      | 3-5      | 1-5      | 5-4      | X        | 5-1      | 2-5     | X       | ND      |
| 6    | Ryszard Parulski   | Polonia          | 2+0      | 16+0  | 22+5 | 3-5      | 5-4      | 5-3      | 2-5      | 1-5      | X        | 0-5     | ND      | X       |

| Pos. | Atleta         | Nazione          | Vittorie | SF   | SC   | Incontri | Incontri | Incontri | Incontri | Incontri | Incontri | Barrage |
| Pos. | Atleta         | Nazione          | Vittorie | SF   | SC   | MID      | SIS      | CLO      | HOS      | RÓŻ      | MEH      |         |
| ---- | -------------- | ---------------- | -------- | ---- | ---- | -------- | -------- | -------- | -------- | -------- | -------- | ------- |
| 1    | Mark Midler    | Unione Sovietica | 4        | 22   | 14   | X        | 5-3      | 5-0      | 5-2      | 2-5      | 5-4      |         |
| 2    | Jurij Sisikin  | Unione Sovietica | 3        | 18   | 18   | 3-5      | X        | 5-2      | 5-3      | 5-3      | 0-5      |         |
| 3    | Roger Closset  | Francia          | 3        | 17   | 16   | 0-5      | 2-5      | X        | 5-1      | 5-3      | 5-2      |         |
| 4    | Bill Hoskyns   | Gran Bretagna    | 2+1      | 16+5 | 20+1 | 2-5      | 3-5      | 1-5      | X        | 5-1      | 5-4      | 5-1     |
| 5    | Janusz Różycki | Polonia          | 2+0      | 17+1 | 17+5 | 5-2      | 3-5      | 3-5      | 1-5      | X        | 5-0      | 1-5     |
| 6    | Eberhard Mehl  | Germania         | 1        | 15   | 20   | 4-5      | 5-0      | 2-5      | 4-5      | 0-5      | X        |         |

### Girone finale
| Pos.    | Atleta             | Nazione          | Vittorie | SF    | SC    | Incontri | Incontri | Incontri | Incontri | Incontri | Incontri | Incontri | Incontri | Barrage | Barrage | Barrage |
| Pos.    | Atleta             | Nazione          | Vittorie | SF    | SC    | ZHD      | SIS      | AXE      | WOY      | MID      | CLO      | HOS      | dOR      | AXE     | WOY     | MID     |
| ------- | ------------------ | ---------------- | -------- | ----- | ----- | -------- | -------- | -------- | -------- | -------- | -------- | -------- | -------- | ------- | ------- | ------- |
| Oro     | Viktor Ždanovič    | Unione Sovietica | 7        | 34    | 20    | X        | 5-4      | 5-2      | 5-2      | 5-4      | 5-2      | 5-3      | 4-3      |         |         |         |
| Argento | Jurij Sisikin      | Unione Sovietica | 4        | 27    | 21    | 4-5      | X        | 5-2      | 3-5      | 5-4      | ND       | 5-1      | 5-4      |         |         |         |
| Bronzo  | Albert Axelrod     | Stati Uniti      | 3+2      | 23+10 | 24+7  | 2-5      | 2-5      | X        | 5-3      | 5-2      | ND       | 4-5      | 5-4      | X       | 5-4     | 5-3     |
| 4       | Witold Woyda       | Polonia          | 3+1      | 24+9  | 23+7  | 2-5      | 5-3      | 3-5      | X        | 4-5      | ND       | 5-3      | 5-2      | 4-5     | X       | 5-2     |
| 5       | Mark Midler        | Unione Sovietica | 3+0      | 28+5  | 25+10 | 4-5      | 4-5      | 2-5      | 5-4      | X        | 3-5      | 5-1      | 5-0      | 3-5     | 2-5     | X       |
| 6       | Roger Closset      | Francia          | 2        | 14    | 16    | 2-5      | ND       | ND       | ND       | 5-3      | X        | 5-3      | 2-5      |         |         |         |
| 7       | Bill Hoskyns       | Gran Bretagna    | 2        | 21    | 33    | 3-5      | 1-5      | 5-4      | 3-5      | 1-5      | 3-5      | X        | 5-4      |         |         |         |
| 8       | Christian d'Oriola | Francia          | 1        | 22    | 31    | 3-4      | 4-5      | 4-5      | 2-5      | 0-5      | 5-2      | 4-5      | X        |         |         |         |